# Kumari Devi
Kumari eller Kumari Devi ("den levande gudinnan") är en dharma-hinduisk sedvänja i Nepal enligt vilken en flicka väljs ut att personifiera gudinnans energi, Shakti. Under sin tjänstgöringsperiod anses flickan personifiera gudinnan Taleju eller Durga. 
En förpubertal flicka väljs ut att inkarnera gudinnan under några år, fram till sin menstruation (då gudinnan anses överge flickan som hennes redskap). Under sin tjänstgöringsperiod agerar flickan som en slags prästinna, då hon medverkar i religiösa riter och processioner. 
Flera städer i Nepal utövar seden, men den mest berömda äger rum i Katmandu.